# Spokane Chiefs
Spokane Chiefs – juniorska drużyna hokejowa grająca w WHL w dywizji U.S. konferencji zachodniej.  Ma swoją siedzibę w Spokane w Stanach Zjednoczonych.
- Rok założenia: 1985/1986
- Barwy: czerwono-biało-niebieskie
- Trener: Bill Peters
- Manager: Tim Speltz
- Hala: Spokane Veterans Memorial Arena

## Osiągnięcia
- Ed Chynoweth Cup: 1991, 2008
- Memorial Cup: 1991, 2008